# Islington, London
Islington är en stadsdel i London Borough of Islington i norra delen av Storlondon, Storbritannien. 